# Peregrine Bertie, II duca di Ancaster e Kesteven
Peregrine Bertie, II duca di Ancaster e Kesteven (Inghilterra, 29 aprile 1686 – Inghilterra, 1º gennaio 1742), è stato un nobile e militare britannico.

## Biografia
Indicato coi titoli di Lord Willoughby de Eresby dal 1704 al 1715 e Marchese di Lindsey dal 1715 al 1723, Peregrine era figlio di Robert Bertie, I duca di Ancaster e Kesteven.
Bertie si iscrisse all'Università di Oxford alla fine del XVII secolo, laureandosi nel 1702. Nel 1708, entrò in parlamento come deputato per la circoscrizione del Lincolnshire, e venne investito del titolo di Privy Counsellor in quello stesso anno. Rimase nella Camera dei Comuni sino a quando non venne convocato alla Camera dei Lords con un writ of acceleration grazie alla Baronia di Willoughby de Eresby nel 1715.
Divenne Gentleman of the Bedchamber, e nel 1723 ereditò tutti i titoli di suo padre; ereditò anche l'ufficio di Lord Gran Ciambellano e venne creato Lord Luogotenente del Lincolnshire, posto già occupato da suo padre a suo tempo. Fu nel consiglio di amministrazione del Foundling Hospital nel 1739. Nel 1742 venne creato Privy Counsellor. Fu anche Lord Guardiano e Justice in Eyre sino alla sua morte nel 1742.

## Matrimonio e figli
Nel giugno del 1711, sposò Jane Brownlow (m. 25 agosto 1736), figlia di Sir John Brownlow, III baronetto, dalla quale ebbe sette figli:
- Peregrine Bertie, III duca di Ancaster e Kesteven (1714–1778)
- Lord Albemarle Bertie (m. 16 maggio 1765), cieco dalla nascita
- Brownlow Bertie, V duca di Ancaster e Kesteven (1729–1809)
- Mary Bertie (m. 23 maggio 1774), sposò il 21 febbraio 1747 Samuel Greatheed
- Albinia Bertie (m. 12 febbraio 1754), sposò nel 1744 Francis Beckford, dal quale però non ebbe eredi
- Jane Bertie (m. 21 agosto 1793), sposò il 31 marzo 1743 il generale Edward Mathew ed ebbe discendenza
- Caroline Bertie (m. 4 giugno 1744), sposò George Dewar

## Ascendenza
|                                                  |                          |                                   | Genitori                   |  |  | Nonni |  |  | Bisnonni                            |  |  | Trisnonni                         |  |
|                                                  |                          |                                   |                            |  |  |       |  |  | Montagu Bertie, II conte di Lindsey |  |  | Robert Bertie, I conte di Lindsey |  |
|                                                  |                          |                                   |                            |  |  |       |  |  | Montagu Bertie, II conte di Lindsey |  |  | Robert Bertie, I conte di Lindsey |  |
|                                                  |                          | Elizabeth Montagu                 |                            |  |  |       |  |  | Montagu Bertie, II conte di Lindsey |  |  |                                   |  |
| Robert Bertie, III conte di Lindsey              |                          |                                   |                            |  |  |       |  |  | Montagu Bertie, II conte di Lindsey |  |  |                                   |  |
|                                                  |                          | Martha Cokayne                    | William Cockayne           |  |  |       |  |  |                                     |  |  |                                   |  |
|                                                  |                          | Martha Cokayne                    | William Cockayne           |  |  |       |  |  |                                     |  |  |                                   |  |
|                                                  |                          | Martha Cokayne                    | Mary Morris                |  |  |       |  |  |                                     |  |  |                                   |  |
| Robert Bertie, I duca di Ancaster e Kesteven     |                          | Martha Cokayne                    |                            |  |  |       |  |  |                                     |  |  |                                   |  |
|                                                  |                          | Philip Wharton, IV barone Wharton | Thomas Wharton             |  |  |       |  |  |                                     |  |  |                                   |  |
|                                                  |                          | Philip Wharton, IV barone Wharton | Thomas Wharton             |  |  |       |  |  |                                     |  |  |                                   |  |
|                                                  |                          | Philip Wharton, IV barone Wharton | Philadelphia Carey         |  |  |       |  |  |                                     |  |  |                                   |  |
| Elizabeth Wharton                                |                          | Philip Wharton, IV barone Wharton |                            |  |  |       |  |  |                                     |  |  |                                   |  |
|                                                  |                          | Elizabeth Wandesford              | Rowland Wandesford         |  |  |       |  |  |                                     |  |  |                                   |  |
|                                                  |                          | Elizabeth Wandesford              | Rowland Wandesford         |  |  |       |  |  |                                     |  |  |                                   |  |
|                                                  |                          | Elizabeth Wandesford              | Catherine Wentworth        |  |  |       |  |  |                                     |  |  |                                   |  |
| Peregrine Bertie, II duca di Ancaster e Kesteven |                          | Elizabeth Wandesford              |                            |  |  |       |  |  |                                     |  |  |                                   |  |
|                                                  | Owen Wynn, III baronetto | John Wynn, I baronetto            |                            |  |  |       |  |  |                                     |  |  |                                   |  |
|                                                  | Owen Wynn, III baronetto | John Wynn, I baronetto            |                            |  |  |       |  |  |                                     |  |  |                                   |  |
|                                                  | Owen Wynn, III baronetto | Sidney Gerard                     |                            |  |  |       |  |  |                                     |  |  |                                   |  |
| Richard Wynn, IV baronetto                       | Owen Wynn, III baronetto |                                   |                            |  |  |       |  |  |                                     |  |  |                                   |  |
|                                                  |                          | Grace Williams                    | Hugh Williams              |  |  |       |  |  |                                     |  |  |                                   |  |
|                                                  |                          | Grace Williams                    | Hugh Williams              |  |  |       |  |  |                                     |  |  |                                   |  |
|                                                  |                          | Grace Williams                    | Dorothy Williams           |  |  |       |  |  |                                     |  |  |                                   |  |
| Mary Wynn                                        |                          | Grace Williams                    |                            |  |  |       |  |  |                                     |  |  |                                   |  |
|                                                  |                          | Thomas Myddelton                  | Thomas Myddelton           |  |  |       |  |  |                                     |  |  |                                   |  |
|                                                  |                          | Thomas Myddelton                  | Thomas Myddelton           |  |  |       |  |  |                                     |  |  |                                   |  |
|                                                  |                          | Thomas Myddelton                  | Hester Saltonstall         |  |  |       |  |  |                                     |  |  |                                   |  |
| Sarah Myddelton                                  |                          | Thomas Myddelton                  |                            |  |  |       |  |  |                                     |  |  |                                   |  |
|                                                  |                          | Mary Napier                       | Robert Napier, I baronetto |  |  |       |  |  |                                     |  |  |                                   |  |
|                                                  |                          | Mary Napier                       | Robert Napier, I baronetto |  |  |       |  |  |                                     |  |  |                                   |  |
|                                                  |                          | Mary Napier                       | Margaret Robinson          |  |  |       |  |  |                                     |  |  |                                   |  |
|                                                  |                          | Mary Napier                       |                            |  |  |       |  |  |                                     |  |  |                                   |  |